# Who He?
Who He? (publicat și ca The Rat Race în 1956) este un roman științifico-fantastic și satiric al scriitorului american Alfred Bester. A apărut în 1953 la editura Dial Press. Cartea a fost republicată în engleză în 2007 și din 2015 este disponibilă pentru cumpărare de la Wildside Press. Acesta oferă o vizualizare detaliată, oarecum nebună, a primelor zile de producție de televiziune din New York City înainte ca majoritatea producțiilor de televiziune să se deplaseze spre vest în California.  

## Prezentare
Un scenarist de emisiuni-jocuri de televiziune, care se trezește după ce nu mai consumă alcool o perioadă, descoperă că cineva e pe cale să-i distrugă viața.

## Primire
Groff Conklin în 1954 sfătuia cititorii revistei Galaxy să nu piardă "imaginea sălbatică a producției de televiziune descrisă de Bester".
Roman contemporan fără elemente science-fiction, nu a primit prea multă atenție. Cu toate acestea, i-a adus lui Bester o sumă frumușică de bani din vânzarea drepturilor de retipărire în format paperback (cartea a părut în acest format cu titlul The Rat Race). De asemenea, Bester a primit o sumă substanțială de bani de la un studio de film care a cumpărat opțiunea de ecranizare a cărții. Se pare că Jackie Gleason era interesat să joace rolul gazdei jocului TV. În cele din urmă nu s-a făcut niciun film, dar plata pentru opțiunea ecranizării a fost destul de generoasă ca să le permită lui Alfred și Rolly Bester să călătorească prin Europa în următorii ani. În această perioadă au locuit în principal în Italia și Anglia.